# De babysidder
De Babysidder is een jeugdboek van de Vlaamse kinderboekenschrijver Stefan Boonen uit 2002.

## Verhaal
Het boek bevat vijf griezelverhalen over babysitten, waar alles niet loopt zoals verwacht (leeftijdsgroep +13 jaar).
Hans moet babysitten in een oud huis en terwijl hij een film bekijkt, hoort hij boven een geluid. Boven schijnt in een van de kamers een blauw licht en op deze kamer ontdekt hij een terrarium met een slang. Er bevindt zich ook een man die op sterven ligt en hem vraagt deze slang aan hem te geven en hem daarna alleen te laten. Wanneer Hans later weer naar boven gaat, merkt hij dat de man gestorven is.
Elke rijdt op weg naar huis door het bos wanneer ze een platte band krijgt. Ze merkt dat ze achtervolgd wordt door een man met een gele cape en rent het bos in.
Simon zoekt werk omdat hij speelschulden heeft. Via een advertentie in de krant neemt hij een baan aan als babysitter. Wanneer hij in het huis komt vindt hij in de woonkamer enkel een lege ruimte.
Rob moet babysitten op Marnixje en gaat naar het zwembad. Daar krijgt hij ruzie met de drie buurmannen die hem dreigen te verdrinken. Gelukkig komt er een vrouw tussenbeide, met het wapen gericht op de drie buurmannen brult ze dat ze uit haar huis moeten.